# MS Starachowice
MS Starachowice – polski masowiec typu B 451 A, zwodowany w 1970 r.

## Miejsce budowy i wodowania
Statek zbudowała stocznia im. Georgi Dymitrowa w Warnie, Bułgarii. Statek wodowano i podniesiono na nim banderę także w 1970 roku Matką chrzestną była pani Barbara Prokopek, przedstawicielka Rady Kobiet FSC Starachowice. Pierwszym kapitanem statku był Wiktor Łazara – kapitan żeglugi wielkiej.

## Dane techniczne
Jednostka napędowa siłowni statku – silnik o mocy 2250 KM, SD6 Zgoda-Sulzer 6TAD48 – dwusuwowy nawrotny.
- Napęd 1 śrubowy,
- prędkość 13 węzłów,
- zasięg 8000 Mm;
- 1 pokład- pełnopokładowiec, 3 ładownie;
- załoga 27 osób.
- Pojemność całkowita ładowni 4813 m³ (dla ziarna).

## Eksploatacja morska
Pod flagą Polski i PŻM tramp uniwersalny-masowiec MS Starachowice, z załogą która liczyła 28 osób pływał 21 lat.
W ciągu tych lat służby pod nazwą MS Starachowice odbył ok. 1400 rejsów. Po wycofaniu (1991) został sprzedany do Grecji i pływał w latach 1991–1998 jako „Unity IV”, 1998-2002 „Pigi K”, a w latach 2002–2004 jako „Mare-(St. Vincent)”.
Statki typu B 450/10 „Kutno II”, „Starachowice” i „Ciechanów” zostały wycofane z eksploatacji przed końcem grudnia 1991 r. W przypadku MS Starachowice odsprzedano innym armatorom.

## Zatonięcie
Zatonął jako „Mare” 13 lutego 2004 w pobliżu Tureckich Dardaneli po kolizji ze statkiem „Solar Europe” do której doszło z powodu panującej burzy śnieżnej powodującej słabą widoczność.
Model w skali 1:100 wystawiono w holu Urzędu Miasta Starachowice. Kotwica MS Starachowice ozdabia skwer przy wjeździe do miasta obok zalewu Pasternik.